# 올리가르히
올리가르히(러시아어: Олигархи, 우크라이나어: Олігархи, 영어: oligarch)는 소련에 속했던 국가들인 러시아, 우크라이나 등에서 국유기업의 민영화 등 자본주의를 도입하는 과정에서 형성된 신흥 재벌 집단을 말한다. 국가 정치인들에게 영향을 주기 위한 충분한 자원을 통제하는 비즈니스 거물을 보통 이른다. 이들은 경제적인 힘뿐만 아니라 정치적인 영향력도 키웠는데 올리가르히라는 명칭은 과두제를 뜻하는 그리스어 ὀλιγάρχης에서 유래했다.

## 러시아의 올리가르히

### 기원

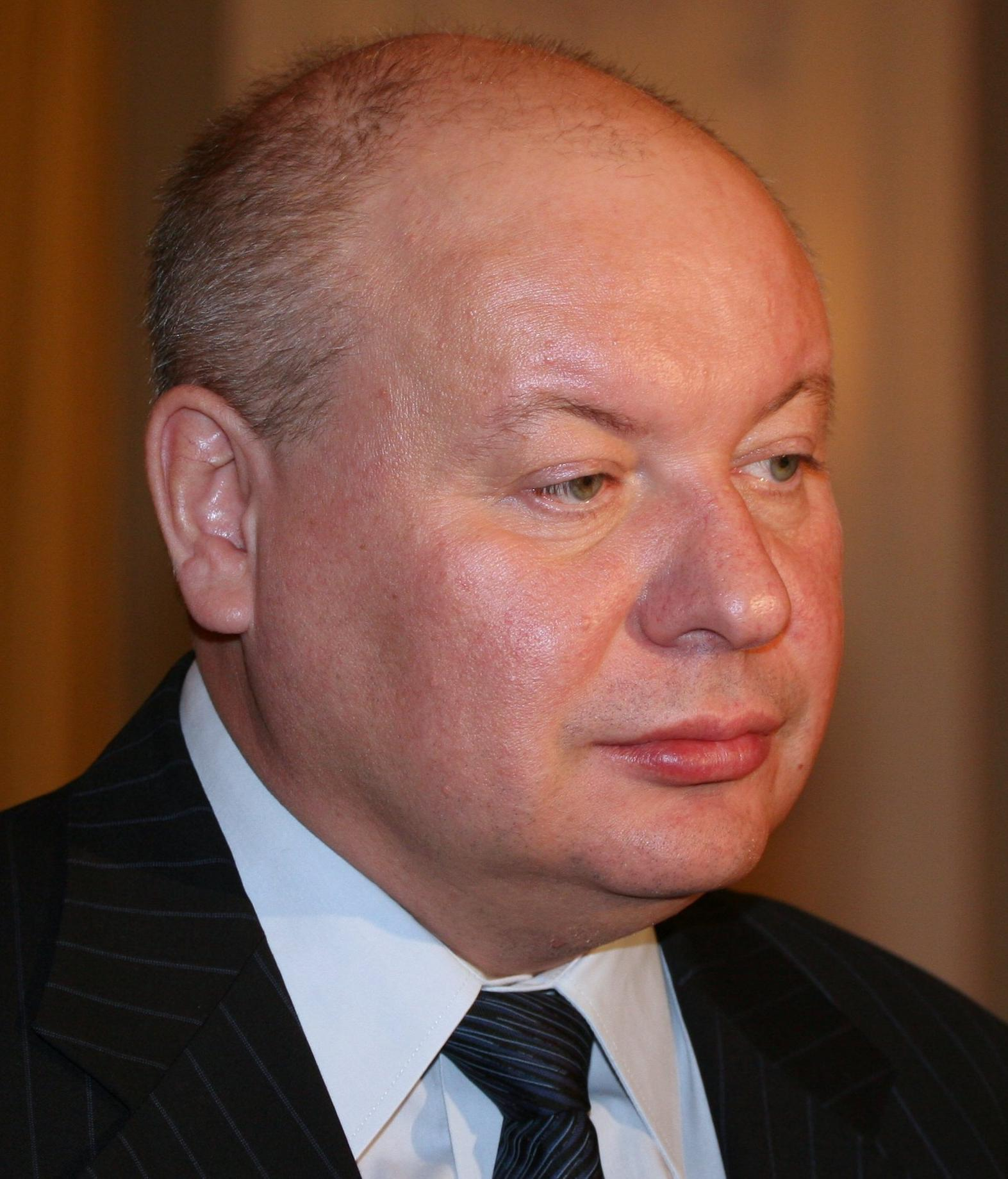
예고르 가이다르

러시아의 올리가르히는 소련 시대에 추진된 기업의 집단화와 미하일 고르바초프 때 추진된 협동조합, 이 두 가지를 기원으로 삼는다.
소련이 해체된 뒤 러시아의 초대 대통령이 된 보리스 옐친은 예고르 가이다르, 아나톨리 추바이스 등과 그들에게 조언을 해준 제프리 삭스 등 미국인 고문단의 의견을 받아들여 러시아 경제에 이른바 충격 요법을 시행했고 이때 많은 기업집단이 민영화되었다. 이 기업집단을 얻은 세력은 과거의 노멘클라투라가 가지고 있던 막대한 자산을 함께 이어받아 신흥 자본가로 변신할 수 있었다. 이 사례의 대표적인 예가 가스프롬과 루크오일, 노르니켈 등이다.
협동조합의 경우 고르바초프 때 활동의 제약이 완화되었고 소련 붕괴 이후 경제 활동의 확대에 성공한 기업이 신흥 재벌로 변신할 수 있었다. 이들은 은행을 중심으로 한 금융 자본이 핵심을 이루는 경우가 많았는데 1988년 「협동조합법」에 따라 협동조합 형태의 은행 설립이 가능했기 때문이었다. 시장경제를 도입하는 과정에서 은행은 혜택을 얻기도 쉬웠기에 은행 중심의 기업집단이 만들어지게 되었다.
1993년 12월 옐친은 대통령령을 제정하여 올리가르히를 금융산업 그룹(FPG)으로 지정하여 러시아 경제를 재건하는 주체로서 자리를 굳히게 되었다. 1995년 11월에는 이른바 「FPG법」이 제정돼 올리가르히의 투자에 대해 금융 지원·보증, 연방주체의 협력, 관세 면제 등의 우대 조치가 인정되었다.

### 정치와의 유착
올리가르히는 정치인과 관료에게 영향력을 행사하기 위해 TV와 신문 등 언론을 지배하고자 했지만 이들은 전반적으로 연방정부 차원에서 지방정부에 이르기까지 정치인 및 관료와 유착 관계를 형성했다.
옐친이 추진한 급진 개혁은 연금 생활자를 중심으로 한 저소득층의 생활 불안을 야기했고 이들은 옐친과 대립(→ 1993년 러시아 헌정위기)하던 극우 성향의 러시아 자유민주당과 극좌 성향의 러시아 연방 공산당의 지지 세력이 되었다. 옐친과 올리가르히는 특히 공산당의 정권 복귀를 두려워했다. 이들의 이해 관계가 맞아 떨어져 올리가르히는 1996년 대선에서 자신들이 지배하던 언론을 사용해 옐친 지지 여론을 형성하여 옐친의 재선에 큰 공헌을 했다. 반대급부로서 올리가르히는 대선 이후 블라디미르 포타닌은 제1부총리가, 보리스 베레좁스키는 안전보장회의 부서기가 되는 등 정부 고위직에 오르기도 했다.
이러한 정치권과 올리가르히의 유착은 부패의 온상을 형성했다. 특히 에너지나 자원과 관련된 산업에서는 독점 기업이 출현하기 쉬워 경영의 부실성·불투명성이라는 문제도 야기했다.
하지만 올리가르히들은 자신들의 정치적·경제적 권력을 남용해 체납을 하는 등 정부와 갈등을 빚기도 했다. 옐친이 직접 가스프롬의 사장인 렘 뱌히레프를 불러 힐문한 적도 있었다.
1998년 러시아 금융 위기 때 올리가르히도 많은 피해를 입었다.

### 푸틴 집권 이후
2000년 블라디미르 푸틴이 러시아 대통령에 취임하면서 정부와 올리가르히 사이의 관계에 변화가 생겼다. 푸틴이 언론을 장악해 정부에 영향력을 행사하고자 하는 올리가르히를 억제하길 원했기 때문이다.
2000년 6월 러시아 검찰이 블라디미르 구신스키를 사기 등의 혐의로 체포했으며 7월 가스프롬에 대해 재무 관계 자료 제출을 요구했고 루크오일을 탈세 혐의로 수사하기 시작했다. 정치젹·경제적으로 큰 타격을 입은 올리가르히는 보리스 넴초프의 주선으로 정부와 회담을 했고 이 자리에서 푸틴은 옐친 시대처럼 재벌이 정치에 개입하는 것을 용인하지 않겠다고 밝혔다. 이후 올리가르히의 대부분은 정치적 권력을 상실하고 기업 경영에 전념하게 되었다. 하지만 푸틴은 정권에 충성하는 올리가르히와는 돈독한 관계를 이어갔다.
2007~2008년 세계 금융 위기 때 많은 올리가르히가 몰락 위기에까지 처하기도 했지만 2010년 무렵에 정부의 구제책, 주식 시장의 개선 등을 계기로 위기를 넘길 수 있었다. 이때 정부는 기업에 대한 지원을 선별적으로 하면서 재벌의 정부에 대한 순종을 강요했다.

## 우크라이나의 올리가르히
러시아와 마찬가지로 소련 붕괴 후 우크라이나에서도 많은 수의 올리가르히가 탄생했고 이들은 지금도 우크라이나의 정치와 경제에 막강한 영향력을 가지고 있다.
4번째 대통령을 지낸 빅토르 야누코비치는 친러파 올리가르히로 경제적으로도 강한 세력을 가졌지만 유로마이단 이후 재산이 몰수되는 등 사실상 몰락했다.
10·13번째 총리를 지낸 율리야 티모셴코는 친서방파 올리가르히다. 러시아로부터의 천연가스 수입권을 획득해 가스의 여왕으로 불렸으며 여러 위법한 방법을 통해 높은 수익을 벌어들인 것으로 알려져 있다.
이 외에도 많은 올리가르히들이 우크라이나 정치와 경제에 영향력을 행사하고 있으며 러시아, 미국, 이스라엘, 영국 등과 깊은 관계를 맺고 있다.

## 같이 보기
- 노멘클라투라
- 실로비크
- 정실 자본주의
- 러시안 마피아